# 林功 (映画監督)
林 功（はやし いさお、1933年5月28日 - 没年不明）は日本の映画監督、映画プロデューサー、俳優。
東京都出身。1956年、早稲田大学教育学部卒業。大仁東映と日活で働いている間、多くのコメディ、犯罪、冒険と歴史を題材とした作品を撮った。また、各映画に出演し、中平康、鈴木清順、舛田利雄、鍛冶昇などの他の監督と協力した。
時期は不明だが会員である日本映画監督協会公式サイトでは物故者となっている。

## 映画
- 荒原牧場の決闘（1961年）
- 誇り高き挑戦（1962年）
- ハレンチ学園 タックルキッスの巻（1970年）
- 新・ハレンチ学園（1971年）
- 色暦大奥秘話（1971年）
- 晴姿 おんな絵巻（1972年）
- 秘事（1972年）
- 性豪列伝 夜も昼も（1972年）
- 続・色暦大奥秘話 淫の舞（1972年）
- 極楽坊主 女悦説法（1972年）
- 性豪列伝 死んで貰います（1972年）
- 女子大生 セクシー・ダイナマイト（1972年）
- 新色暦大奥秘話 やわ肌献上（1972年）
- 性豪列伝 お揉みいたします（1972年）
- （秘）温泉穴場さがし（1973年）
- 職業別SEX攻略法（1973年）
- 妻三人 肌くらべ（1973年）
- 女子大生 SEX夏期ゼミナール（1973年）
- 性豪列伝 夜の牝馬ならし（1973年）
- 大奥秘話 晴姿姫ごと絵巻（1974年）
- 実録エロ事師たち 巡業花電車（1974年）
- 卓のチョンチョン（1974年）
- トルコ風呂（秘）昇天（1974年）
- トルコ（秘）悶絶（1975年）
- 新・団地妻 ブルーフィルムの女（1975年）
- 残酷・女高生（性）私刑（1975年）
- 鎌倉夫人 童貞倶楽部（1975年）
- SEX野郎 （秘）移動売春（1976年）
- 禁断・制服の悶え（1976年）
- あの感じ（1976年）
- 女囚101 性感地獄（1976年）
- トルコ最新テクニック 吸舌（1976年）
- おんな（秘）発情度（1977年）
- （秘）温泉 岩風呂の情事（1977年）
- むれむれ女子大生（1977年）
- 若妻日記 悶える（1977年）
- ザ・コールガール 情痴の檻（1978年）
- 宇能鴻一郎のあげちゃいたいの（1978年）
- 団地妻 二人だけの夜（1978年）
- 淫絶海女 うずく（1978年）
- ハワイアン・ラブ 危険なハネムーン（1978年）
- 透明人間 犯せ!（1978年）
- 団地妻 狙われた寝室（1979年）
- エロス学園 発情時代（1979年）
- ホールインラブ 草むらの欲情（1979年）
- 後から前から（1980年）
- 背徳夫人の欲情（1980年）
- 若妻官能クラブ 絶頂遊戯（1980年）
- 愛の白昼夢（1980年）
- ハードスキャンダル 性の漂流者（1980年）
- 欲情まんかい 若妻同窓会（1981年）
- 女教師のめざめ（1981年）
- バックが大好き（1981年）
- 未亡人の寝室（1981年）
- 女体育教師 跳んで開いて（1981年）
- 宇能鴻一郎の濡れて騎る（1982年）
- セーラー服鑑別所（1982年）
- 白薔薇学園 そして全員犯された（1982年）
- 女教師狩り（1982年）
- 団鬼六 少女木馬責め（1982年）
- 乳首にピアスをした女（1983年）
- 少女暴行事件 赤い靴（1983年）
- セクシー・オーラル 浮気な唇（1984年）
- セックス・メイド お掃除のあとで（1984年）
- ひと夏の出来ごころ（1984年）
- 高校教師・失神!（1985年）
- 高校教師・暴刑（1986年）
- ザ・本番 女体フルコース篇（1986年）

## テレビドラマ
- 大江戸捜査網（1970年）
- 電撃!!ストラダ5（1974年）